# Dictyna tridentata
Dictyna tridentata är en spindelart som beskrevs av Bishop och Ruderman 1946. Dictyna tridentata ingår i släktet Dictyna och familjen kardarspindlar. Inga underarter finns listade i Catalogue of Life.